# Форе, Габриель
Габрие́ль Форе́, устар. Габриэль (фр. Gabriel Fauré; 12 мая 1845, Памье, Франция — 4 ноября 1924, Париж, Франция) — французский композитор, педагог, дирижёр.

## Биография
Родился в семье школьного учителя. С девяти лет учился в школе при Институте церковной музыки Луи Нидермейера, где готовили органистов и хормейстеров для нужд католической церкви. Среди учителей Форе в этом учебном заведении был Камиль Сен-Санс. В дальнейшем Форе некоторое время преподавал там же.
В 1870 году с началом Франко-прусской войны Форе был призван в армию и участвовал в обороне Парижа. Затем вместе с Институтом Нидермейера Форе уехал в Швейцарию. Вернувшись в Париж вскоре после подавления Парижской коммуны, занял должность помощника органиста и хормейстера в церкви Сен-Сюльпис. В 1874 году перешёл на работу в церковь св. Магдалины, где был помощником Сен-Санса; когда в 1877 году Сен-Санс вышел в отставку, Форе занял в этом храме место хормейстера.
В 1870-е годы Габриэль Форе посещал салон Полины Виардо, где начал ухаживать за её дочерью Марианной. В июле 1877 года она стала невестой Форе, но, по неясным причинам, разорвала помолвку в ноябре. В это время композитор работал над фортепианном квартетом № 1, завершив его лишь в 1879 году. В 1883 году он женился на Мари Фремье, дочери скульптора Эмманюэля Фремье. У них родились два сына, из которых старший (Эмманюэль) стал известным специалистом по биологии моря, а младший (Филипп) — известным писателем.
В 1898 году Форе посетил Лондон, где дирижировал своей музыкой к пьесе Мориса Метерлинка «Пеллеас и Мелизанда» в спектакле, поставленном Форбс-Робертсоном. В 1896 году Форе стал профессором композиции в Парижской консерватории (после Жюля Массне), а в 1905 году — её директором. В числе учеников Форе — А. Мессаже, М. Равель, Н. Буланже, Дж. Энеску, А. Казелла.
В 1909 г. принят в члены Института Франции. Гастролировал как дирижёр во Франции и других странах Европы, в 1910-11 — в России.
К концу жизни Форе потерял слух, ушёл с поста директора консерватории в 1920 году. В том же году награждён большим крестом Ордена Почётного легиона. Последние годы посвятил исключительно композиции. Умер 4 ноября 1924 года, отпевание состоялось в церкви св. Магдалины под звуки его собственного реквиема, когда-то здесь же впервые прозвучавшего под управлением автора. Похоронен на парижском кладбище Пасси.

## Творчество
Форе писал практически во всех современных ему жанрах музыки. Из хоровых сочинений наиболее известен Реквием. Лиризм и интимность реквиема Форе были необычны для данного духовного жанра, особенно в первоначальной оркестровой версии (1888), предельно камерной по звучанию и составу. Оригинальный замысел композитора в Реквиеме, который (по словам композитора) «проникнут от начала и до конца верой в вечный покой», не был понят современниками, и это побудило Форе публично выступить в его защиту:
Говорили, что мой Реквием не выражает ужаса смерти, кто-то назвал его «колыбелью смерти». Но именно так я чувствую смерть: как счастливое избавление, надежду на потустороннее счастье, а не как мучительный переход. Упрекали же музыку Гуно в том, что она слишком уж склонна к человеческой нежности. Но так чувствовать заставляла сама его природа: такую форму приняло в нём религиозное чувство. Не следует ли просто считаться с натурой артиста? Что касается моего Реквиема, я, быть может, тоже инстинктивно пытался выйти за рамки общепринятого; ведь я так долго сопровождал на органе похоронные службы. Я сыт этим по горло. И я захотел сделать что-нибудь другое.
В 1881 году совместно со своим учеником и другом Андре Мессаже написал «Мессу виллервильских рыбаков» (для хора и фисгармонии). В 1906 году существенно переработал её (написал новое Kyrie, переписал Benedictus, исключил части, написанные Мессаже) и опубликовал в 1907 году под названием «Messe basse». Среди других духовных сочинений для хора «Песнь Жана Расина» (op. 11), Ave Maria (6 пьес), Salve Regina и Tantum ergo. Из светских хоровых сочинений Форе интересны тонкий и гармонически изысканный «Мадригал» (op.35, на французские стихи Армана Сильвестра, имеющие мало общего со стихами «аутентичных» мадригалов) и «Джинны» (op.12, на текст В.Гюго).
Из сочинений Форе для симфонического оркестра наиболее известны «Павана» (op.50; реже исполняется в редакции для хора с оркестром) и «Сицилиана» (из музыки к пьесе М. Метерлинка «Пеллеас и Мелизанда»; op.80). Обе пьесы распространены среди любителей музыки в редакции для фортепиано, а также в обработках для других музыкальных инструментов.
Форе — автор большого числа романсов и песен (так называемые mélodies, всего ок. 100) на стихи Леконта де Лиля, Поля Верлена, Шарля ван Лерберга и других поэтов. Из наиболее популярных — вокальный цикл на стихи Верлена «La bonne chanson» («Добрая песня»), который композитор посвятил своей любовнице (впоследствии жене Клода Дебюсси) Эмме Бардак. Форе — автор многих фортепианных пьес в разных жанрах, камерно-инструментальных ансамблей (в том числе фортепианных квартетов и квинтетов). Единственная опера Форе — «Пенелопа» (по «Одиссее» Гомера, премьера состоялась в Монте-Карло в 1913 году, в том же году с успехом была поставлена в парижском Театре Елисейских полей) — поствагнерианское сочинение, отмеченное характерным для Форе изяществом фактуры.

### Стилевые особенности
Форе имел привычку время от времени возвращаться к своим сочинениям, редактировал их и по-иному аранжировал. Так, знаменитый Реквием существует в трёх авторских редакциях: первая (в 5 частях, 1888) аранжирована для мужского хора, хора мальчиков и камерного оркестра, вторая (в 7 частях, 1893) — для смешанного хора и камерного оркестра с добавлением 2 фаготов, 2 валторн и 2 труб, третья (1900) — для смешанного хора, большого оркестра и органа. При этом у всех трёх редакций (несмотря на очевидные различия) — один и тот же op. 48. «Песнь Жана Расина» (op. 11) в 1865 году написана для хора и органа, но уже в следующем году отредактирована и аранжирована для хора, струнных и органа и, наконец, в 1906 году аранжирована автором для хора и большого оркестра (без органа). Популярная «Павана» (op. 50), изначально написанная для фортепиано, ныне наиболее известна в оркестровой версии, но также исполняется в версии для хора (с текстом, написанным Р. де Монтескью) и оркестра. Все три редакции авторизованы.

## Рецепция
Музыка Форе была использована в балетных постановках Дж. Баланчина и Р. Пети, в балете Л. Ф. Мясина «Менины» (1916) и во многих других балетных постановках.